# Canton de Lassigny
Le canton de Lassigny est une ancienne division administrative française située dans le département de l'Oise et la région Picardie.

## Géographie
Ce canton a été organisé autour de Lassigny dans l'arrondissement de Compiègne. Son altitude varie de 37 m (Élincourt-Sainte-Marguerite) à 188 m (Mareuil-la-Motte) pour une altitude moyenne de 85 m.
Ce canton est à la source de l'Avre picarde.

## Histoire
- De 1833 à 1848, les cantons de Guiscard et de Lassigny avaient le même conseiller général. Le nombre de conseillers généraux était limité à 30 par département[1].

## Représentation

### Conseillers d'arrondissement (de 1833 à 1940)
| Période                                  | Période      | Identité                                                    | Étiquette       | Qualité |
| ---------------------------------------- | ------------ | ----------------------------------------------------------- | --------------- | --- |
| 1833                                     | 1842         | Alexandre Barrillon                                         |                 | Chef de bataillon de la Garde nationale, propriétaire, maire d'Élincourt, député (1837-1839, 1842-1846, 1848-1851, 1865-1870) |
| 1842                                     | 1871         | Armand Charles Victor Colin de La Brunerie ainé (1802-1878) |                 | Propriétaire cultivateur, maire de Fresnières                                                                                 |
| 1871                                     | 1876         | Alphonse Pillon (1840-1930)                                 |                 | Propriétaire, maire de Roye-sur-Matz                                                                                          |
| 1876                                     | 1923 (décès) | Alphonse Ferdinand Haniet                                   |                 | Notaire, conseiller municipal de Beaulieu-les-Fontaines                                                                       |
|                                          |              |                                                             |                 | |
|                                          | 1940         | Eugène Beaudet                                              | Union nationale | Cultivateur, maire de Crapeaumesnil                                                                                           |
| 1940                                     |              |                                                             |                 | Les conseils d'arrondissement ont été suspendus par la loi du 12 octobre 1940 et n'ont jamais été réactivés                   |
| Les données manquantes sont à compléter. |              |                                                             |                 | |

### Conseillers généraux de 1833 à 2015
| Période        | Période                   | Identité                                               | Étiquette           | Qualité |
| -------------- | ------------------------- | ------------------------------------------------------ | ------------------- | --- |
| 1833           | 1833 (annulation)         | Alexandre Barrillon                                    |                     | Avocat et propriétaire Maire d'Élincourt-Sainte-Marguerite                                                                                                |
| 1833           | 1836 (décès)              | Pierre François Canard                                 |                     | Avoué à Beauvais |
| 1836           | 1842                      | Jacques Jules Auguste Comte de Louvencourt (1783-1849) |                     | Ancien capitaine de régiment des hussards Propriétaire à Avricourt                                                                                        |
| 1842           | 1871 (décès)              | Alexandre Barrillon                                    | Majorité dynastique | Avocat et propriétaire Maire d'Élincourt-Sainte-Marguerite Député (1837-1839, 1842-1846, 1848-1851, 1865-1870)                                            |
| 1871           | 1879 (décès)              | Fernand Léopold Balny d'Avricourt                      | Républicain         | Secrétaire d'ambassade, Maire d'Avricourt |
| 1879           | 1889 (décès)              | Alfred Martin                                          | Républicain         | Juge au Tribunal civil de Saint-Quentin, maire de Lassigny                                                                                                |
| 1889           | 1904 (décès)              | Jules Lefranc (1827-1904)                              | Rad.                | Avocat à la Cour d'appel, ancien notaire Maire de Lassigny                                                                                                |
| 1904           | 1918 (décès)              | Albert-Hector Fabre                                    | Rad.                | Propriétaire du château de Lassigny Docteur en droit Conseiller à la Cour d'appel de Paris Ancien directeur du Ministère de la Justice                    |
| 1919           | 1925                      | Georges Martin                                         | URD                 | Maire de Lassigny |
| 1925           | 1927 (décès)              | Désiré Tellier                                         | Rad.                | Maire de Lassigny |
| 1927           | 1927 (décès)              | Paul Tellier                                           | Rad.                | Instituteur à Lassigny |
| 1927           | 1941 (démission d'office) | Emile Reynen (1881-1968)                               | Rad.                | Cultivateur, vice-président de l'Union des Syndicats agricoles de l'Oise Maire d'Ognolles Révoqué par le Gouvernement de Vichy                            |
|                |                           |                                                        |                     | |
| 1945           | 1961                      | Émile Reynen                                           | Rad.                | Cultivateur à Ognolles |
| 1961           | 1970 (démission)          | Henri Luzin                                            | DVD                 | Cultivateur, propriétaire à Compiègne |
| 4 octobre 1970 | 1998                      | Pierre Dubois                                          | UDR puis RPR        | Agent de la DDE Maire de Lassigny (1964-2000) Vice-président du Conseil général de l'Oise (1985-1998) Président de la CC du Pays des Sources (1997- 2001) |
| 1998           | 2002 (démission)          | François-Michel Gonnot                                 | UDF-DL              | Avocat - Député (1988-1997 et 2002-2012) Adjoint au Maire de Compiègne (1989-2001) Conseiller régional                                                    |
| décembre 2002  | 2015                      | Thierry Frau                                           | PS                  | Professeur de technologie Maire de Dives (2001-2008 Maire de Lassigny (2008-2019) Député suppléant (2012-2017)                                            |

## Composition
Le canton de Lassigny a groupé 22 communes et a compté 8 923 habitants (Recensement de 2007 population municipale).
| Communes                    | Population (2012) | Code postal | Code Insee |
| --------------------------- | ----------------- | ----------- | ---------- |
| Amy                         | 375               | 60310       | 60011      |
| Avricourt                   | 253               | 60310       | 60035      |
| Beaulieu-les-Fontaines      | 585               | 60310       | 60053      |
| Candor                      | 243               | 60310       | 60124      |
| Cannectancourt              | 544               | 60310       | 60126      |
| Canny-sur-Matz              | 344               | 60310       | 60127      |
| Crapeaumesnil               | 142               | 60310       | 60174      |
| Cuy                         | 227               | 60310       | 60192      |
| Dives                       | 323               | 60310       | 60198      |
| Écuvilly                    | 249               | 60310       | 60204      |
| Élincourt-Sainte-Marguerite | 826               | 60157       | 60206      |
| Évricourt                   | 210               | 60310       | 60227      |
| Fresnières                  | 163               | 60310       | 60258      |
| Gury                        | 202               | 60310       | 60292      |
| Laberlière                  | 173               | 60310       | 60329      |
| Lagny                       | 491               | 60310       | 60340      |
| Lassigny                    | 1 357             | 60310       | 60350      |
| Mareuil-la-Motte            | 597               | 60490       | 60379      |
| Margny-aux-Cerises          | 240               | 60310       | 60381      |
| Plessis-de-Roye             | 229               | 60310       | 60499      |
| Roye-sur-Matz               | 423               | 60310       | 60558      |
| Thiescourt                  | 727               | 60310       | 60632      |

## Démographie
| 1962  | 1968  | 1975  | 1982  | 1990  | 1999  | 2006  | 2007  | 2009 |
| ----- | ----- | ----- | ----- | ----- | ----- | ----- | ----- | ---- |
| 5 505 | 5 989 | 5 661 | 6 319 | 7 276 | 8 122 | 8 798 | 8 923 | -    |